# ییرژی مالتس
ییرژی مالتس (چکی: Jiří Malec؛ زادهٔ ۲۴ نوامبر ۱۹۶۲) اسکی‌باز پرش اهل چکسلواکی بود.